# Boumerdès
Boumerdes là một đô thị thuộc tỉnh Boumerdès, Algérie. Dân số thời điểm năm 2002 là 33.646 người.